# John Nott
John William Frederic Nott (ur. 1 lutego 1932 w Bideford w hrabstwie Devon, zm. 6 listopada 2024) – brytyjski polityk, członek Partii Konserwatywnej, minister w pierwszym rządzie Margaret Thatcher, minister obrony w okresie wojny o Falklandy.

## Życiorys
Wykształcenie odebrał w Bradfield College. W latach 1952−1956 odbywał służbę wojskową w Malezji, w szeregach 2 pułku Gurkhów króla Edwarda VII. Po zakończeniu służby wojskowej studiował prawo i ekonomię w Trinity College na Uniwersytecie Cambridge. Na studiach był przewodniczącym Cambridge Union Society. Poznał tam swoją przyszłą żonę, Miloshkę, uciekinierkę z komunistycznej Jugosławii. John doczekał się z nią dwóch synów i córki.
W 1966 r. został wybrany do Izby Gmin jako reprezentant okręgu St Ives. Wybrany został jako kandydat Partii Narodowo-Liberalnej, związanej z konserwatystami. Był ostatnim deputowanym wybranym z ramienia tej partii, gdyż Narodowi Liberałowie zostali w 1968 r. wchłonięci przez Partię Konserwatywną.
Pierwsze stanowisko rządowe (minister stanu skarbu) objął w 1972 r. (zob. rząd Edwarda Heatha) i sprawował je do wyborczej porażki konserwatystów w 1974 r. Po powrocie Partii Konserwatywnej do władzy w 1979 r. (zob. pierwszy rząd Margaret Thatcher) został członkiem gabinetu jako minister handlu. W styczniu 1981 r. został ministrem obrony. Kiedy w 1982 r. Argentyńczycy zaatakowali Falklandy Nott i minister spraw zagranicznych lord Carrington podali się do dymisji. Dymisja Notta nie została jednak przyjęta i pozostał on na tym stanowisku podczas trwania wojny o Falklandy.
Z ministerstwa obrony odszedł w styczniu 1983 r., kiedy ogłosił, że nie zamierza startować w zbliżających się wyborach parlamentarnych. W przeciwieństwie do innych byłych ministrów nie otrzymał tytułu parowskiego i obok Johna Majora jest jedynym członkiem rządu Margaret Thatcher, który nie zasiadał w Izbie Lordów. W 1985 r. został przewodniczącym banku Lazard. Później zamieszkał w swojej posiadłości w Kornwalii.
Nott był autorem autobiografii zatytułowanej Here Today, Gone Tomorrow, która ukazała się w 2002 r.

## Życie prywatne
Najstarszy syn Notta, Julian, jest kompozytorem muzyki filmowej, scenarzystą i reżyserem. Drugi syn, William, jest analitykiem w przedsiębiorstwie naftowym w Londynie. Córka Sasha jest żoną konserwatywnego deputowanego Hugo Swire’a.